# Rotrückenzaunkönig
Der Rotrückenzaunkönig (Thryophilus rufalbus) ist eine Vogelart aus der Familie der Zaunkönige (Troglodytidae), die in Mexiko, Guatemala, El Salvador, Honduras, Nicaragua, Costa Rica, Panama, Kolumbien und Venezuela verbreitet ist. Der Bestand wird von der IUCN als nicht gefährdet (Least Concern) eingeschätzt.

## Merkmale
Der Rotrückenzaunkönig erreicht eine Körperlänge von etwa 14,5 bis 16,5 cm bei einem Gewicht der Männchen von ca. 28,0 g und der Weibchen von ca. 25,0 g. Er ist ein auffallend rötlicher und ziemlich großer Zaunkönig mit auffälliger schwarz-weißer Gesichtsmarkierung. Er hat einen schmalen grauweißen Überaugenstreif, wobei der braune Augenstreif oben und unten schmal schwärzlich gesäumt ist. Die Zügel sind braun, die Ohrdecken weißlich gelbbraun und matt schwarz gefleckt. Der Oberkopf ist ockerbraun, der Rücken und die Schultern rötlich und der Bürzel fuchsbraun. Die Handschwingen und die Armschwingen sind rötlich braun mit schwärzlichen braunen Streifen. Der Schwanz ist rötlich braun mit schmalen schwärzlichen Binden. Die Kehle und die Brust sind schmutzig weiß, die Brust mit unklaren gräulichen Flecken. Die Flanken sind matt ockerbraun, die Unterschwanzdecken schwärzlich gestreift. Die Augen sind haselnussbraun bis rötlich braun, der Oberschnabel schwarz, der Unterschnabel bläulich fleischfarben und die Beine hell pflaumenfarbengrau. Beide Geschlechter ähneln sich im Aussehen. Jungtiere haben verschwommenere Gesichtsmarkierungen, eine geflecktere Brust und unklar gezeichnete Streifen an den Unterschwanzdecken.

## Verhalten und Ernährung
Zur Ernährung des Rotrückenzaunkönigs gehören vorwiegend Wirbellose, aber auch vegetarische Speisen wie Beeren. Sein Futter sucht er in den unteren Straten im Laubabfall und den verwundenen Ranken. Meist ist er alleine unterwegs. In Zeiten von Nahrungsknappheit wurde beobachtet, dass er Nestlinge des Hauszaunkönigs (Troglodytes aedon musculus) tötete, nicht um sie zu fressen, sondern offenbar einfach, um potentielle Konkurrenz um Nahrung auszuschalten.

## Lautäußerungen
Der Gesang des Rotrückenzaunkönigs klingt fast wie eine eulenartige Serie von vier bis fünf langsamen rufenden Pfiffen, denen oft ein höherer Ton vorausgeht und folgt. Dies ist sehr ungewöhnlich für Zaunkönige der Gattung Thryothorus. Der Alarmruf besteht aus einem kastagnettenartigem Geschnatter und einem harschen Ton. Bei einer geschlechterspezifischen Studie in Costa Rica wurde festgestellt, dass die Männchen in tieferen Frequenzen singen als die Weibchen. Das Männchen singt regelmäßiger und mit erhöhter Leistung bei Dämmerung. Im Durchschnitt gibt das Männchen 10,8 verschiedene Liedtypen von sich, die Weibchen nur 8,5. Die meisten Duette sind ein Ergebnis davon, dass das Weibchen auf Lieder der Männchen antworten.

## Fortpflanzung
Die Brutsaison des Rotrückenzaunkönigs ist in Costa Rica von Mai bis Juni, in El Salvador von März bis Anfang Mai und in Venezuela von Mai bis Juli. Das kugelförmige Nest ist aus Gras gebaut und hat eine nach unten geneigte Eingangsröhre. Oft wird es in Kugelkopf-Akazien (Vachellia collinsii) oder Stierhorn-Akazie (Vachellia cornigera) gebaut, die aggressive symbiotische Ameisen beherbergen. Ein Gelege besteht aus zwei bis drei blaugrünen oder himmelblauen Eiern ohne Markierungen, selten auch aus vier. Informationen über die Bebrütungszeit und die Zeit, bis die Nestlinge flügge werden, sind nicht bekannt. Die Küken werden nur vom Weibchen gefüttert. Die Familie zerbricht recht schnell, nachdem die Jungtiere entflogen sind. Sein Nest wird öfters vom Streifenkuckucks (Tapera naevia) als Wirtsnest für dessen Eier benutzt.

## Verbreitung und Lebensraum

Verbreitungsgebiet des Rotrückenzaunkönigs

Der Rotrückenzaunkönig bevorzugt eher trockenes Laub abwerfenden Wald oder Waldränder, inklusive Plantagen. Seltener trifft man ihn in halbtrockenem Wald. In den Llanos Venezuelas kommt er auch in Galeriewald vor. In El Salvador kommt er außerhalb der Brutsaison im Dickicht von Palmen der Art Bactris subglobosa vor. Meist bewegt er sich in Höhenlagen von 300 bis 1500 Metern, in El Salvador in den Wintermonaten bis hinunter zum Meeresspiegel.

## Migration
Meist ist der Rotrückenzaunkönig ein Standvogel. Es gibt in El Salvador Hinweise für Wanderbewegungen in den Höhenlagen. Dort kommt er in den Küstenwäldern im Winter vor, doch ist er im Sommer abwesend.

## Unterarten
Es sind fünf Unterarten bekannt:
- Thryophilus rufalbus rufalbus (Lafresnaye, 1845)[3] kommt im Süden Mexikos, in Guatemala und El Salvador vor.
- Thryophilus rufalbus sylvus (Phillips, AR, 1986)[4] ist an den karibischen Berghängen im Osten Guatemalas und dem Norden Honduras verbreitet. Die Unterart ist dunkler und röter auf der Oberseite, mit kürzerem Schwanz, der breitere Binden aufweist.[1]
- Thryophilus rufalbus castanonotus (Ridgway, 1888)[5] kommt an den pazifischen Berghängen Nicaraguas und dem Westen Panamas vor. Die Subspezies ähnelt T. r. sylvus, zeigt aber an den Kopfseiten mehr Schwarzfärbung und hat ein blasseres Schwanzende.[1]
- Thryophilus rufalbus cumanensis (Cabanis, 1861)[6] ist im Norden Kolumbiens und dem Norden Venezuelas verbreitet. Die Unterart ähnelt T. r. castanonotus ist aber blasser auf der Oberseite und weißer im Brustbereich.[1]
- Thryophilus rufalbus minlosi  (Berlepsch, 1884)[7] kommt im östlichen Kolumbien und dem nordwestlichen Venezuela vor. Die Subspezies ist auf der Oberseite dunkler als T. r. cumanensis, hat mehr Streifen an den Ohrdecken und tief lohfarbenbraune Flanken.[1]

Thryophilus rufalbus transfinis (Friedmann, 1947), soll einen etwas längeren Schwanz haben, wird als Synonym für die Nominatform betrachtet, doch gibt es Autoren, die in ihr eine weitere Unterart sehen. Thryophilus rufalbus skutchi (Phillips, AR, 1986) wurde als Ersatzname für Thryophilus rufalbus castanonotus eingeführt, doch wird der Name heute nur noch als Synonym geführt.

## Etymologie und Forschungsgeschichte
Die Erstbeschreibung des Rotrückenzaunkönigs erfolgte 1845 durch Frédéric de Lafresnaye unter dem wissenschaftlichen Namen Thryothorus rufalbus. Als Heimatort des Typusexemplars gab er pauschal Mexiko an. Bereits 1864 führte Spencer Fullerton Baird die für die Wissenschaft neue Gattung Thryophilus ein. Dieser Name leitet sich von »thryon θρυον« für »Schilfrohr« und »philos, phileō φιλος, φιλεω« für »Liebender, Liebhaber, lieben« ab. Der Artname »rufalbus« ist lateinisches Wortgebilde aus »rufus« für »rötlich« und »albus« für »weiß«. »Cumanensis« bezieht sich auf den Ort Cumaná. »Minlosi« ist Emilio José Minlos (1856–1901) gewidmet. »Sylvus« leitet sich vom lateinischen Wort »silva« für »Holz, Wald« ab. »Castanonotus« setzt sich aus »castanon καστανον« für »kastanienfarben« und »-nōtos, nōton -νωτος, νωτον« für »-rückig, Rücken« zusammen. »Transfinis« bildet sich aus »trans« für »hinter, über« und »finis« für »Grenze, Ende«. »Skutchi« ist eine Widmung für Alexander Frank Skutch.